# ヴィットリオ・ストラーロ
ヴィットリオ・ストラーロ（Vittorio Storaro, 1940年6月24日 - ）はイタリアのローマ生まれの映画キャメラマン、撮影監督。

## 略歴
映写技師だった父親の推薦で十代でイタリアの国立映画学校に入学し、映画撮影を学ぶ。卒業後はキャメラ・オペレーターや舞台照明の仕事を経験し、1964年に撮影に参加した『革命前夜』でベルナルド・ベルトルッチと知り合い、親交を結ぶ。
その後、ベルトルッチとコンビを組むようになり、1970年に発表された『暗殺の森』では、芸術的な色彩感覚と若手ながらも完成された撮影スタイルにより脚光を浴び、監督であるベルトルッチと共に注目を集める。
以後、『ラストタンゴ・イン・パリ』や『1900年』などベルトルッチとの名コンビぶりを発揮し、70年代後半にはアメリカ映画界にも進出、フランシス・フォード・コッポラ監督『地獄の黙示録』、ウォーレン・ベイティ監督『レッズ』、また再びベルトルッチと組んだ『ラストエンペラー』でアカデミー撮影賞を3度も受賞し、名実共にトップキャメラマンとして活躍している。
「光で書く」(Writing with Light)「色は象徴である」と公言する通り、照明にはかなりの哲学を持っており、その圧倒的な色彩感覚は多くのカメラマンに影響を与え続けている。また、カンヌ映画祭の審査委員や照明デザイナーとしても活躍し、後進の育成や撮影技術の開発、保護などにも尽力を注いでいる。近年ではカルロス・サウラとのコンビが多い。
独自の映像フォーマットUnivisium（アスペクト比2:1、3パーフォレーション）を提唱しており、いくつかの作品はそれに添った形でDVDが再発売されている。
2003年、ICG（国際撮影監督協会）は映画撮影史上最も影響を与えた人物としてビリー・ビッツアー、ジョーダン・クローネンウェス、コンラッド・L・ホール、ジェームズ・ウォン・ハウ、グレッグ・トーランド、ハスケル・ウェクスラー、ゴードン・ウィリス、フレディ・ヤング、ヴィルモス・スィグモンド、スヴェン・ニクヴィストと並んで ヴィットリオ・ストラーロを選出した。

## 主な作品
- 歓びの毒牙 L'Uccello dalle piume di cristallo (1969)
- 暗殺のオペラ Strategia del ragno (1969)
- 暗殺の森 Il Conformista (1970)
- 新・殺しのテクニック 次はお前だ! Giornata nera per l'ariete  (1970)
- さらば美しき人 Addio, fratello crudele (1971)
- 暗殺者のメロディ The Assassination of Trotsky (1972)
- ラストタンゴ・イン・パリ Ultimo tango a Parigi (1972)
- 青い体験 Malizia (1973)
- 明日なき夕陽 Blu gang vissero per sempre felici e ammazzati (1974)
- スキャンダル Scandalo (1976)
- 1900年 1900 Novecento (1976)
- アガサ 愛の失踪事件 Agatha (1979)
- 地獄の黙示録 Apocalypse Now (1979)
- ルナ La Luna (1979)
- レッズ Reds (1981)
- ワン・フロム・ザ・ハート One from the Heart (1982)
- ワーグナー/偉大なる生涯 Wagner (1983) テレビミニシリーズ
- レディホーク Ladyhawk (1985)
- イシュタール Ishtar (1987)
- ラストエンペラー The Last Emperor (1987)
- タッカー Tucker: The Man and His Dream (1988)
- ニューヨーク・ストーリー New York Stories (1989)
- シェルタリング・スカイ The Sheltering Sky  (1990)
- ディック・トレイシー Dick Tracy (1990)
- リトル・ブッダ Little Buddha  (1993)
- フラメンコ Flamenco (de Carlos Saura) (1995)
- タクシー Taxi (1996)
- タンゴ Tango, no me dejes nunca (1998)
- ブルワース Bulworth (1998)
- ゴヤ Goya en Burdeos (1999)
- ヴァージン・ハンド Picking Up the Pieces (2000)
- エクソシスト・ビギニング Exorcist: The Beginning (2004)
- カラヴァッジョ 天才画家の光と影 Caravaggio (2007)
- ドン・ジョヴァンニ 天才劇作家とモーツァルトの出会い Io, Don Giovanni (2009)
- フラメンコ・フラメンコ flamenco,flemenco (2010)
- カフェ・ソサエティ Café Society (2016)
- 女と男の観覧車 Wonder Wheel (2017)
- レイニーデイ・イン・ニューヨーク A Rainy Day in New York (2019)
- サン・セバスチャンへ、ようこそ Rifkin's Festival (2020)
- 情熱の王国 El rey de todo el mundo (2021)

## 受賞歴
- 1979年 アカデミー賞受賞（撮影賞：『地獄の黙示録』）
- 1981年 アカデミー賞およびロサンゼルス映画批評家協会賞受賞（撮影賞：『レッズ』）
- 1987年 アカデミー賞およびニューヨーク映画批評家協会賞受賞受賞（撮影賞：『ラストエンペラー』）
- 1990年 ニューヨーク映画批評家協会賞受賞（撮影賞：『シェルタリング・スカイ』）